# Публічна дипломатія України
Публічна дипломатія України — інструмент зовнішньої політики України, метою якого є створення та зміцнення позитивного іміджу країни та її суспільства, а також вплив на громадську думку задля формування позитивного ставлення до країни, у результаті полегшення досягнення цілей міжнародної політики.

## Історія публічної дипломатії України
Для України необхідність реалізації тих чи інших форм публічної дипломатії пов'язана з декількома чинниками. По-перше, перед Україною після здобуття незалежності, як і перед іншими колишніми радянськими республіками, стояло завдання формування своєї ідентичності й забезпечення своєї впізнаваності. Для України це завдання полягало головним чином у відокремленні себе від Росії, з якою на той час нерідко ототожнювали європейські держави. Іншими словами, необхідно було забезпечити іноземну аудиторію певною базовою інформацією, т. зв. «фоновими знаннями» про Україну, які б могли забезпечувати, проводячи аналогії з масовими комунікаціями, ефект праймингу, коли певні згадування про Україну активуватимуть у свідомості людей певні схеми, викликати певні асоціації, а відтак скеровуватимуть у потрібному руслі увагу та впливатимуть на інтерпретацію інформації про Україну й на реакцію на цю інформацію.
По-друге, реалізація стратегії публічної дипломатії разом з іншими комунікативними засобами, зокрема національним брендингом, могла б забезпечити певну підтримку серед зарубіжних аудиторій зовнішньополітичних акцій України, що особливо є актуальним, зокрема, в контексті реалізації євроінтеграційної політики України та в нинішніх умовах воєнної агресії з боку Росії.
Фактично необхідність реалізації елементів публічної дипломатії на офіційному рівні була визнана у 2006 році. Тоді у затвердженому Указом Президента України № 142/2006 в Положенні про культурно-інформаційний центр у складі закордонної дипломатичної установи України були визначені завдання й засади організації діяльності культурно-інформаційного центру в складі закордонної дипломатичної установи України. Основними завданнями цих центрів були визначені такі: сприяння розвитку міжнародного співробітництва України з державою перебування в галузі культури, освіти, науки й техніки, туризму, фізичної культури і спорту; поширення в державі перебування інформації про Україну; ознайомлення громадян держави перебування з історією та культурою України, сприяння вивченню української мови на території цієї держави; підтримання зв'язків з українцями за кордоном, сприяння задоволенню їхніх культурно-мовних, інформаційних та інших потреб; поширення інформації про туристичні можливості і привабливість України, сприяння співробітництву з державою перебування в туристичній галузі.
Активне посилення інтересу з боку зовнішньополітичного відомства України до публічної та, зокрема, культурної дипломатії відбулось у 2015 році, адже саме в червні цього року з ініціативи Міністерства закордонних справ України відбулися Форуми культурної дипломатії України, а 22 грудня 2015 року було утворене Управління публічної дипломатії України (сьогодні – Департамент комунікацій та публічної дипломатії). Основними завданнями Управління (Департаменту) були визначені наступними: розвиток відносин із громадськістю, громадськими об’єднаннями й медіа інших країн та України; реалізація іміджевих, культурних та інформаційних проєктів України за кордоном; координація заходів інших органів виконавчої влади в цих сферах.
А, вже 10 вересня 2020 року перша заступниця міністра закордонних справ України, Еміне Джапарова заявила про початок формування нової стратегії публічної дипломатії під час зустрічі з представниками експертних кіл, громадянського суспільства та бізнесу.

## Бренд України

Логотип Ukraine Now